# Hydropsyche spiritoi
Hydropsyche spiritoi là một loài Trichoptera trong họ Hydropsychidae. Chúng phân bố ở miền Cổ bắc.